# Real Rieti Calcio a 5 2019-2020
La voce raccoglie i dati riguardanti il Real Rieti Calcio a 5, squadra di calcio a 5 militante in serie A, nelle competizioni ufficiali del 2019-2020.

## Trasferimenti

### Sessione estiva
| Rodolfo Fortino        | Città di Asti   |
| Franko Jelovčić        | Napoli          |
| Dario Marinović        | Spalato         |
| Marco Pasculli         | Feldi Eboli     |
| Ramon                  | Jaén            |
| Andrea Romano          | Academy Pescara |
| Davide Moura           | Al Yarmouk      |
| Rafael de Souza Novaes | Kuwait SC       |
| Massimo De Luca        | Napoli          |
| Lucas Baroni           | Imolese         |

| Alemão           | Latina            |
| Chimanguinho     | Real San Giuseppe |
| Jefferson        | Napoli            |
| Joãozinho        | Pato              |
| Kaká             | Napoli            |
| Douglas Nicolodi | Pescara           |
| Davide Putano    | Tombesi           |
| Evandro Barros   | Atesina           |
| Leandro Pereira  | Helvecia          |
| Matteo Esposito  | Lido di Ostia     |
| Gonzalo Abdala   | Sandro Abate      |
| Altre operazioni |                   |

### Sessione invernale
| Fabio Tondi          | CAME Treviso |
| Sebastiano Tornatore | Meta Catania |
| Jeferson Titon       | CDM Genova   |
| Juanjo               | Peñíscola    |
| Lukaian Baptista     | Cartagena    |

| Marco Pasculli  | Magic Crati       |
| Giuseppe Micoli | Virtus Rutigliano |
| Lucas Baroni    | Imolese           |
| Dario Marinović | Spalato           |

## Prima squadra
| N° | Naz.                          | Ruolo | Sportivo             | Anno       |  |  |
| -- | ----------------------------- | ----- | -------------------- | ---------- |  |  |
| 1  | Italia (bandiera)             | POR   | Marco Pasculli       | 19.03.1991 |  |  |
| 2  | Portogallo (bandiera)         | DIF   | Davide Moura         | 03.04.1996 |  |  |
| 6  | Brasile (bandiera)            | LAT   | Ramon                | 27.09.1984 |  |  |
| 7  | Italia (bandiera)             | LAT   | Andrea Romano        | 03.10.1995 |  |  |
| 8  | Brasile (bandiera)            | DIF   | Jeffe                | 26.04.1981 |  |  |
| 9  | Brasile (bandiera)            | LAT   | Lucas Baroni         | 23.06.1997 |  |  |
| 9  | Spagna (bandiera)             | PIV   | Juanjo               | 18.08.1999 |  |  |
| 10 | Guinea Equatoriale (bandiera) | PIV   | Javi Roni            | 06.01.2001 |  |  |
| 11 | Brasile (bandiera)            | LAT   | Rafinha Novaes       | 03.06.1988 |  |  |
| 12 | Italia (bandiera)             | LAT   | Diego De Michelis    | 12.09.1999 |  |  |
| 15 | Brasile (bandiera)            | PIV   | Lukaian Baptista     | 07.04.1983 |  |  |
| 19 | Croazia (bandiera)            | PIV   | Franko Jelovčić      | 06.07.1991 |  |  |
| 20 | Italia (bandiera)             | PIV   | Rodolfo Fortino      | 30.04.1983 |  |  |
| 21 | Croazia (bandiera)            | LAT   | Dario Marinović      | 24.05.1990 |  |  |
| 22 | Italia (bandiera)             | POR   | Giuseppe Micoli      | 20.02.1992 |  |  |
| 22 | Italia (bandiera)             | POR   | Fabio Tondi          | 24.11.1993 |  |  |
| 27 | Brasile (bandiera)            | LAT   | Rafinha Rizzi        | 08.01.1993 |  |  |
| 28 | Italia (bandiera)             | POR   | Sebastiano Tornatore | 28.05.1993 |  |  |
| 29 | Brasile (bandiera)            | LAT   | Jeferson Titon       | 16.02.1991 |  |  |
| 77 | Italia (bandiera)             | LAT   | Massimo De Luca      | 07.10.1987 |  |  |

## Under-19
| N° | Naz.               | Ruolo | Sportivo          | Anno       |  |  |
| -- | ------------------ | ----- | ----------------- | ---------- |  |  |
| 1  | Italia (bandiera)  | POR   | Lorenzo Pandolfi  | 16.05.2002 |  |  |
| 3  | Italia (bandiera)  | LAT   | Francesco Bucci   | 01.03.2002 |  |  |
| 4  | Italia (bandiera)  | LAT   | Matteo Masini     | 22.05.2001 |  |  |
| 4  | Italia (bandiera)  | LAT   | Andrea Ciani      | 28.03.2002 |  |  |
| 4  | Italia (bandiera)  | UNI   | Marco Matticari   | 27.12.2002 |  |  |
| 4  | Italia (bandiera)  | LAT   | Mattia Guadagnoli | 27.10.2002 |  |  |
| 12 | Albania (bandiera) | LAT   | Kim Tirana        | 09.08.2001 |  |  |
| 18 | Italia (bandiera)  | POR   | Marco Relandini   | 29.03.2002 |  |  |